# Алура
Алура (англ. Alura people), также аллура, аллурра, наллура (англ. Allura, Hallurra, Nallura), — коренной народ Австралии, живущий в Северной территории.
Территория, которую занимают алура, составляет 2300 кв. км. Они живут на северной стороне реки Виктория, простираясь на восток от его устья в сторону Брэдшоу.
Согласно этнографу Роберту Мэтьюсу, по социальному строю общество делится на восемь классов. Такая система деления называется вомпя.